# Història de Linux
La història de Linux va encetar l'any 1991 amb el començament del projecte personal per un estudiant Finlandès, Linus Torvalds, que volia crear un nou nucli del sistema operatiu. Des de llavors, el resultant nucli Linux ha estat marcat per un creixement constant al llarg de la seva història. Des que se'n va alliberar el codi font per primer cop l'any 1991, ha crescut des d'un petit nombre de fitxers en C sota una llicència comercial fins al seu estat l'any 2009, amb aproximadament 370 megabytes de codi font sota la Llicència Pública General GNU.

## Esdeveniments que conduïren a la seva creació
El sistema operatiu Unix va ser concebut i implementat en els anys seixanta i se'n va llançar la primera versió l'any 1970. La seva disponibilitat i portabilitat van ser la causa de la seva àmplia adopció, sent copiat i modificat per institucions acadèmiques i negocis. El seu disseny influí a autors d'altres sistemes operatius.
L'any 1983, en Richard Stallman va encetar el Projecte GNU amb l'objectiu de crear un sistema operatiu UNIX-like format per programari lliure. Com a part del projecte, ell va crear la Llicència Pública General GNU (GPL). A principis dels anys noranta gairebé havien escrit prou programari per a crear un sistema operatiu complet. Tot i això, el nucli de GNU, anomenat Hurd, no va rebre prou atenció per part dels desenvolupadors i no va completar el sistema GNU.
Un altre projecte per crear un sistema operatiu lliure que va començar l'any 1977 és la Berkeley Software Distribution (BSD). Aquesta era desenvolupada per la Universitat de Califòrnia a Berkeley des de la sisena edició d'Unix des d'AT&T., ja que BSD contenia codi font que pertanyia a AT&T, aquests els van denunciar (USL v. BSDi) a principis dels anys noranta. Aquest esdeveniment va frenar el desenvolupament i l'adopció de BSD.
L'any 1985, Intel va llançar el 80386, el primer microprocessador x86 amb Conjunt d'instruccions 32 bits i Unitats de gestió de memòria amb Paginació de memòria.
L'any 1986, en Maurice J. Bach, dels Laboratoris Bell AT&T, va publicar El Disseny dels Sistemes Operatius UNIX (The Design of the UNIX Operating System). Aquesta descripció definitiva va principalment cobrir el nucli per al Sistema V Llançament 2, amb un nombre de noves funcionalitats des del Llançament 3 i BSD.
Minix, un sistema operatiu Unux-like enfocat per a l'ús acadèmic, va ser alliberat l'any 1987 per Andrew S. Tanenbaum. Tot i que el codi font del sistema era disponible, la seva modificació i redistribució estaven restringides. A més a més, el disseny en 16 bits de MINIX no es va adaptar bé al disseny en 32 bits de la sorprenentment barata i popular arquitectura Intel 386 per a ordinadors personals.
Aquests factors junt amb la falta d'un nucli àmpliament adoptat i lliure van ser prou motiu perquè en Linus Torvalds comencés el seu projecte. Ell mateix ha esmentat que probablement no hauria escrit el seu propi nucli si el nucli de GNU o 386BSD hagués estat disponible durant l'època.